# Formacja Sanga do Cabral

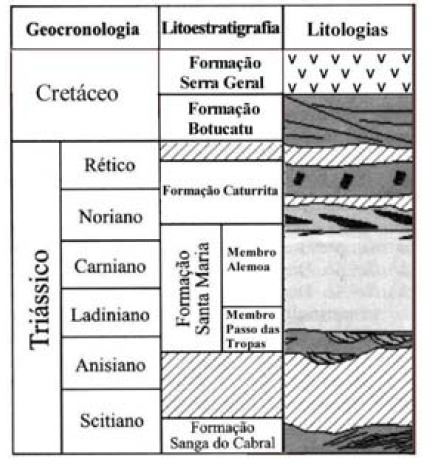
Formacja Sanga do Cabral

Formacja Sanga do Cabral (port. Formação Sanga do Cabral) – formacja geologiczna składająca się ze skał osadowych, głównie piaskowców, występująca w Rio Grande do Sul (Brazylia), w niecce Parany. Jej wiek oceniany jest na (trias dolny).

## Położenie
Powyżej zalega formacja Santa Maria (port. Formação Santa Maria), a poniżej formacja Rio do Rastro (port. Formação Rio do Rastro).
Milani (1997) określił formację Sanga do Cabral jako część supersekwencji Gondwana II (port. Supersequência Gondwana II).

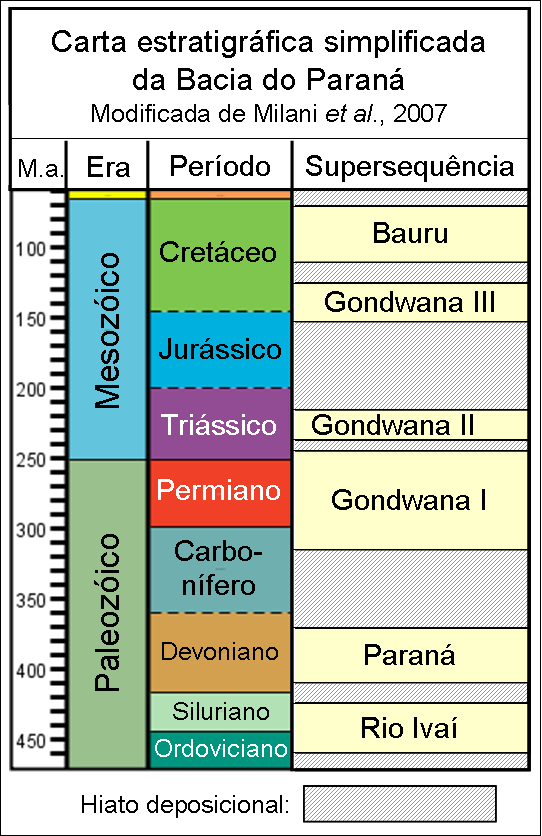
Stratygrafia niecki Parany (Milani, 1997)

## Geopark
Formacja Sanga do Cabral występuje w geoparku Paleorrota
.